# Kumokoi Koitoboss
Kumokoi Koitoboss är en bergstopp i Kenya. Den ligger i den västra delen av landet, 400 km nordväst om huvudstaden Nairobi. Toppen på Kumokoi Koitoboss är 4 198 meter över havet, eller 152 meter över den omgivande terrängen. Bredden vid basen är 1,5 km.
Terrängen runt Kumokoi Koitoboss är huvudsakligen kuperad, men åt nordost är den bergig. Runt Kumokoi Koitoboss är det glesbefolkat, med 20 invånare per kvadratkilometer. Närmaste större samhälle är Laboot, 13,2 km söder om Kumokoi Koitoboss. Trakten runt Kumokoi Koitoboss består i huvudsak av gräsmarker.